# ХДС/ХСС
ХДС/ХСС (нім. CDU/CSU, Union) — коаліційне об'єднання політичних партій Німеччини — Християнсько-демократичного союзу і Християнсько-соціального союзу.

## Ідеологія
За політичною позицією є правоцентристським, за політичною ідеологією — консервативним.
Партії є спорідненими за цілями, ідеологією і програмою. В сучасній німецькій політичній лексиці та ЗМІ блок зветься «Унією» (нім. Union). Різниця між ними лише в тому, що ХСС діє тільки на теренах Баварії, а ХДС у решті Німеччини.

## Парламентська діяльність
Коаліція ХДС/ХСС діє як єдина парламентська фракція в німецькому Бундестагу. Обидві партії мають також спільну молодіжну організацію — Молодіжний союз. На виборах ці дві партії виставляють своїх кандидатів роздільно — у федеральній землі Баварія висуваються кандидати ХСС і, навпаки, ХСС не виставляє своїх кандидатів поза Баварії, де висуваються кандидати від ХДС.